# Film d'espionnage

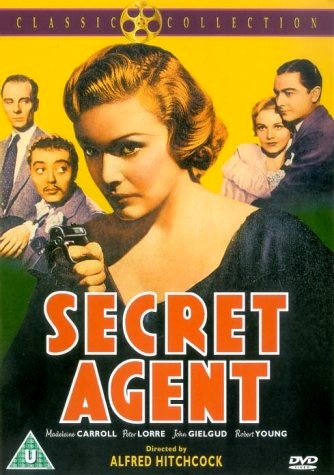
Affiche de Quatre de l'espionnage (titre original : Secret Agent), un film britannique réalisé par Alfred Hitchcock, sorti en 1936.

Le film d'espionnage est un genre cinématographique qui aborde le thème de l'espionnage fictionnel, soit de manière réaliste ou soit comme base de fantaisie, comme les adaptations de John le Carré et de nombreux films de James Bond, respectivement,. De nombreux romans d'espionnage ont été adaptés en films,, notamment des œuvres de John Buchan, le Carré, Ian Fleming, Len Deighton et Tom Clancy,,. Il s'agit d'un aspect important du cinéma britannique,, avec d'importants réalisateurs britanniques tels qu'Alfred Hitchcock et Carol Reed apportant des contributions notables et de nombreux films se déroulant au sein des services secrets britanniques,,. C'est un sous-genre du cinéma d'action,.
Des exemples de films d'espionnage célèbres sont La Mort aux trousses, Goldfinger, Chacal, Mission Impossible et À la poursuite d'Octobre rouge,.

## Caractéristiques
Les films d'espion sont un genre de cinéma populaire depuis les années 1960. En eux, il prédomine l'intrigue, la bagarre et le mystère, ils ont donc été, même très récemment, considérés comme un sous-genre de films d'action. Les films d'espionnage montrent les activités d'espionnage des agents gouvernementaux et le risque d'être découverts par leurs ennemis. Des thrillers d'espionnage nazis des années 1940 aux films de James Bond des années 1960 et des tubes au box-office d'aujourd'hui, le film d'espionnage a toujours été populaire auprès du public du monde entier,.
Offrant une combinaison d'évasion passionnante, d'émotions technologiques et de lieux exotiques, de nombreux films d'espionnage combinent les genres de l'action et de la science-fiction, présentant des héros clairement décrits pour que la foule applaudisse et que les méchants détestent. Ils peuvent également impliquer des éléments de thrillers politiques. Cependant, il y en a beaucoup qui sont comiques (en particulier les films de comédie d'action, s'ils correspondent à ce genre).
James Bond est le plus célèbre des espions du cinéma, mais il y avait aussi des œuvres plus graves et d'investigation, comme L'Espion qui venait du froid de John Le Carré, qui a également émergé de la guerre froide. Avec la fin de cette guerre bipolaire entre les États-Unis et l'Union soviétique, le nouveau méchant est devenu terrorisme transnational, en particulier islamique, et a plus souvent impliqué le Moyen-Orient,. Ce nouveau changement de paradigme affecte l'opinion de l'adversaire: "Pendant la guerre froide, l'ennemi était toujours un sujet très décent. Maintenant, l'ennemi est considéré comme un islamique bas et perfide."

## Histoire

### Début

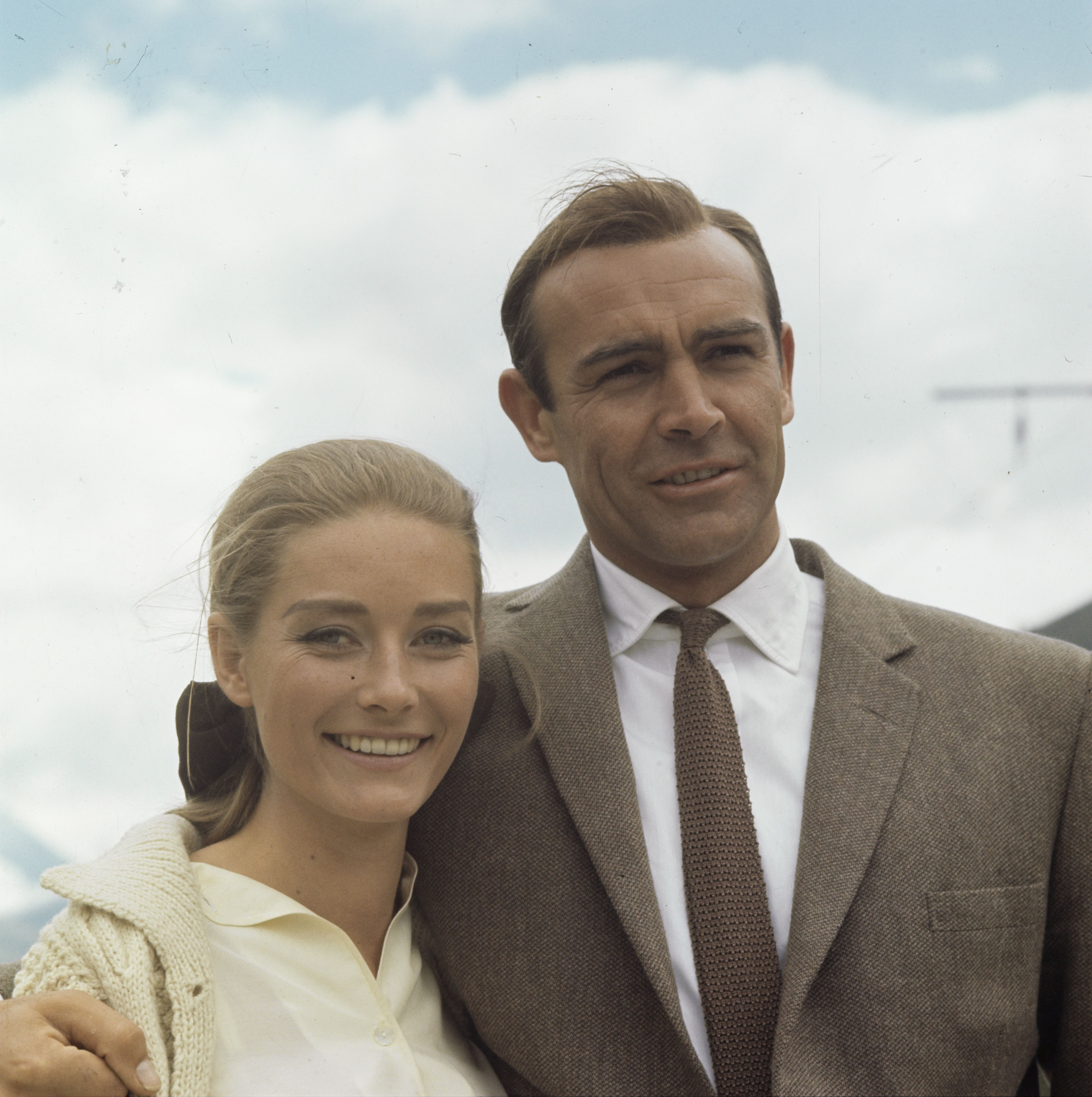
Sean Connery dans le rôle de James Bond et Tania Mallet dans le rôle de Tilly Masterson lors du tournage du film Goldfinger au col de la Furka, à Andermatt, en Suisse, en 1964.

Le film d'espionnage apparaît avec le cinéma muet, à la suite du théâtre d'espionnage comme dans L'Espion (1909) de David W. Griffith, qui traite d'un espion prussien pendant la guerre de 1870. Dans l'intrigue, Lady Florence cache son amant, un espion prussien, aux troupes françaises qui le recherchent. L'un de ses autres prétendants, un officier français, découvre la cachette et menace de tuer l'espion,. D'autres films d'espionnage se sont déroulés pendant la guerre civile américaine avec The Confederate Spy (1910), où un fidèle esclave confédéré remet les plans secrets capturés, et The Confederate Ironclad (1912), où Anna Q. Nilsson incarne Elinor Adams, une Espion de l'Union,. Sous la direction de Sidney Olcott et également en tant que scénariste, l'actrice Gene Gauntier a joué dans la série Nan, the Confederate Spy, série précurseur d'héroïnes d'action et d'espionnage ; avec les films The Girl Spy (1909), The Girl Spy Before Vicksburg (1910), The Bravest Girl in the South (1910) et The Further Adventures of the Girl Spy (1910),.
Le genre s'est encore popularisé avec la paranoïa de la littérature d'invasion et le début de la Grande Guerre. Ces secousses ont donné naissance aux films The German Spy Peril, de 1914, en Grande-Bretagne, centrés sur un complot visant à faire exploser les Chambres du Parlement, et à O.H.M.S., de 1913,, dont l'acronyme signifie « Our Helpless Millions Saved » ("Nos millions impuissants sauvés"), du commun « On His Majesty's Service » ("Au service de Sa Majesté"). Dans l'intrigue, un espion allemand fait chanter la femme d'un commandant pour qu'elle vole un traité. Le film met également en scène un personnage féminin fort qui aide le héros.

### Entre-deux-guerres

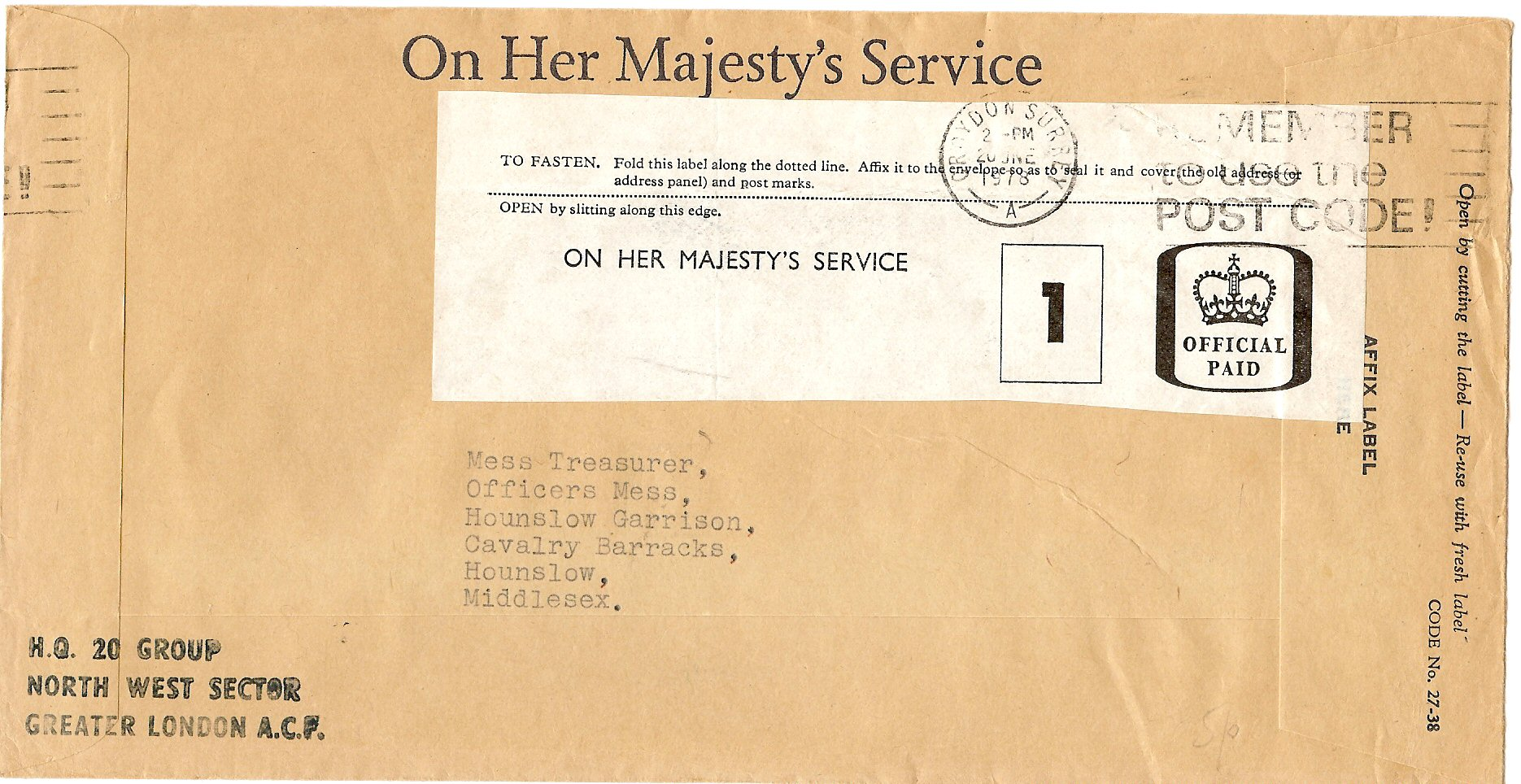
Enveloppe "On Her Majesty's Service" avec étiquette économique OHMS "Official Paid" de 1978.

La vie de la célèbre Mata Hari sera portée à l'écran à partir de 1927 dans plusieurs productions qui retracent sa vie, abordant son rôle troublé dans l'espionnage pendant la Première Guerre mondiale,. En 1931, Mata Hari était interprétée par l'actrice Greta Garbo,.
En 1928, Fritz Lang réalisa le film Les Espions, qui contenait de nombreux tropes devenus populaires dans les drames d'espionnage ultérieurs, notamment le quartier général secret, un agent connu sous un numéro et la belle agente étrangère qui en vient à aimer le héros,. Les films Docteur Mabuse le joueur de Lang de l'époque contiennent également des éléments de thrillers d'espionnage, bien que le personnage central soit un cerveau criminel intéressé uniquement par l'espionnage à des fins lucratives. De plus, plusieurs films américains de Lang, tels que Les bourreaux meurent aussi, traitent d'espions pendant la Seconde Guerre mondiale.
Alfred Hitchcock a beaucoup contribué à populariser le film d'espionnage dans les années 1930 avec ses thrillers influents L'Homme qui en savait trop (1934), Les 39 Marches (1935), Agent secret (1936) et Une femme disparaît (1938). Il s’agissait généralement de civils innocents pris dans des conspirations internationales ou dans des réseaux de saboteurs sur le front intérieur, comme dans Cinquième Colonne (1942),. Certains, cependant, traitaient d'espions professionnels comme dans Quatre de l'espionnage (1936), basé sur les histoires d'Ashenden de W. Somerset Maugham, ou la série Monsieur Moto, basée sur les livres de John P. Marquand. Dans ce film, trois agents spéciaux britanniques sont chargés d'assassiner un espion allemand en pleine Première Guerre mondiale.

### Seconde Guerre mondiale

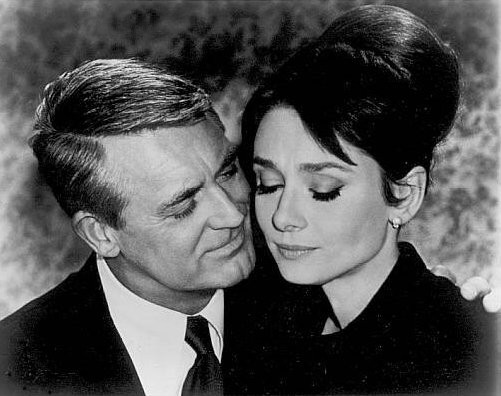
Cary Grant et Audrey Hepburn dans le film d'espionnage Charade (1963).

Avec le déclenchement de la Seconde Guerre mondiale, les films d'espionnage présentent presque toujours des scénarios impliquant des espions allemands infiltrés pour les décors américains et britanniques et l'inverse pour les décors allemands. La mission de ces espions, quelle que soit leur nationalité, consiste presque systématiquement à infiltrer un pays ennemi dans le but de saboter, voler des documents confidentiels ou assassiner une personne. Il convient de noter que ces films continueront d'être tournés après la fin de la guerre.
Dans les années 1940 et au début des années 1950, plusieurs films ont été réalisés sur les exploits des agents alliés en Europe occupée, ce qui pourrait probablement être considéré comme un sous-genre. Les films 13, rue Madeleine et Les Héros dans l'ombre étaient des histoires fictives sur des agents américains dans la France occupée par l'Allemagne, et il y avait une série de films basés sur les histoires de vrais agents britanniques du S.O.E., dont Odette, agent S 23 et Agent secret S.Z. Un exemple fictif plus récent est Charlotte Gray (2021), basée sur le roman de Sebastian Faulks. Au cours de cette période également, il y a eu de nombreux films policiers - L'introuvable rentre chez lui (1945) et Charlie Chan in the Secret Service (1944), par exemple - dans lesquels le mystère impliquait qui avait volé les plans secrets ou qui avait kidnappé l'important scientifique.

### Guerre froide
La Guerre froide voit quant à elle un nouveau regain d'intérêt pour le monde des espions divisé entre le bloc de l'Ouest et celui de l'Est,. Le film d'espionnage a atteint son apogée dans les années 1960, lorsque les craintes de la guerre froide se sont mélangées au désir du public de voir des films passionnants et pleins de suspense. Les films se déroulent souvent dans des capitales comme Berlin, Washington, Londres, etc. Les espions luttent souvent entre eux pour obtenir des informations top secret caché sur des microfilms ou bien pour capturer ou délivrer un espion. D'autres scénarios proposent de mettre en scène le péril rouge à travers une confrontation entre la population civile et un espion qui s'infiltre dans ce milieu,.
Le film d’espionnage se développe alors dans deux directions. D’une part, les romans d’espionnage réalistes de Len Deighton et John le Carré ont été adaptés en thrillers relativement sérieux de la guerre froide qui traitaient de certaines réalités du monde de l’espionnage,. Certains de ces films incluent L'Espion qui venait du froid (1965), M15 demande protection (1966), Le Rideau déchiré (1966) et la série Harry Palmer, basée sur les romans de Len Deighton.
Dans une autre direction, les romans de James Bond d'Ian Fleming ont été adaptés en une série de films d'aventures de plus en plus fantastiques et ironiques des producteurs Harry Saltzman et Albert R. Broccoli, avec Sean Connery comme star. Ils mettaient en vedette les belles James Bond girls et des super-vilains secrets et flamboyants, un archétype qui deviendra plus tard un incontournable de l’explosion des films d’espionnage du milieu des années 1960. Le succès phénoménal de la série Bond a conduit à un flot d'imitateurs, comme le genre Eurospy et plusieurs américains. Des exemples notables incluent les deux films de Derek Flint avec James Coburn, Le Secret du rapport Quiller (1966) avec George Segal et la série Matt Helm avec Dean Martin. La télévision est également entrée dans l'action avec des séries comme Des agents très spéciaux et Les Espions aux États-Unis, et Destination Danger et Chapeau melon et bottes de cuir en Grande-Bretagne. Dans la phase finale de la Guerre froide, à cause de la Détente, les films verront des espions occidentaux collaborer avec des espions soviétiques contre une troisième menace, comme dans L'Espion qui m'aimait. Un autre changement dans la représentation est la différenciation entre les Soviétiques amis et les Soviétiques ligne durs, comme dans Octupussy et À la poursuite d'Octobre rouge. Les espions sont restés populaires à la télévision jusqu'à nos jours avec des séries telles que Callan, Alias et MI-5.

### Après la fin du Rideau de fer

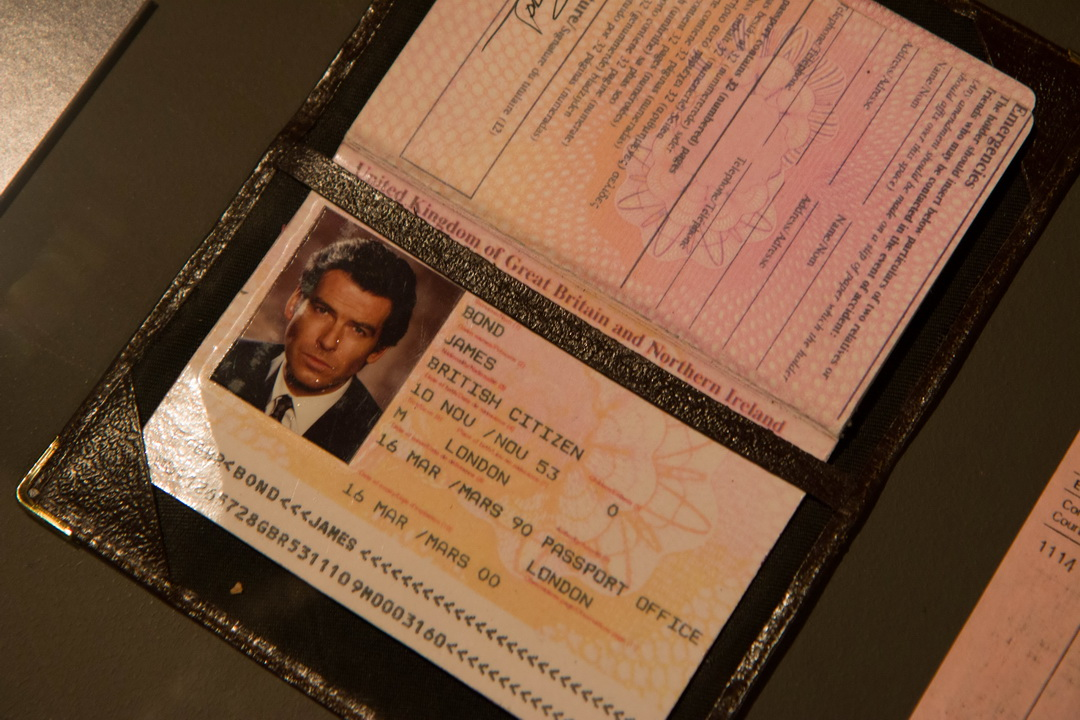
Le passeport de l'agent James Bond avec Pierce Brosnan.

La fin de la guerre froide a provoqué une crise d’identité dans les films d’espionnage. Le personnage de James Bond a eu le défi de se réinventer pour le monde de l'après-guerre froide avec le film GoldenEye (1995), mettant en vedette Pierce Brosnan,. Le film a été un succès et a montré que tant l’icône que le genre de l’espionnage pouvaient survivre dans un environnement multipolaire,. L'expérimenté Bond doit désormais affronter un nouveau monde, avec les nouvelles intrigues montrent les problèmes causés par la fragmentation de l'empire soviétique,, comme la création d’oligarchies mafieuses en Russie, la montée de la Chine rouge et les dangers de la cyberguerre. Un autre énorme succès qui a contribué à créer une nouvelle génération de fans a été le jeu vidéo du même nom, sorti sur Nintendo 64,.

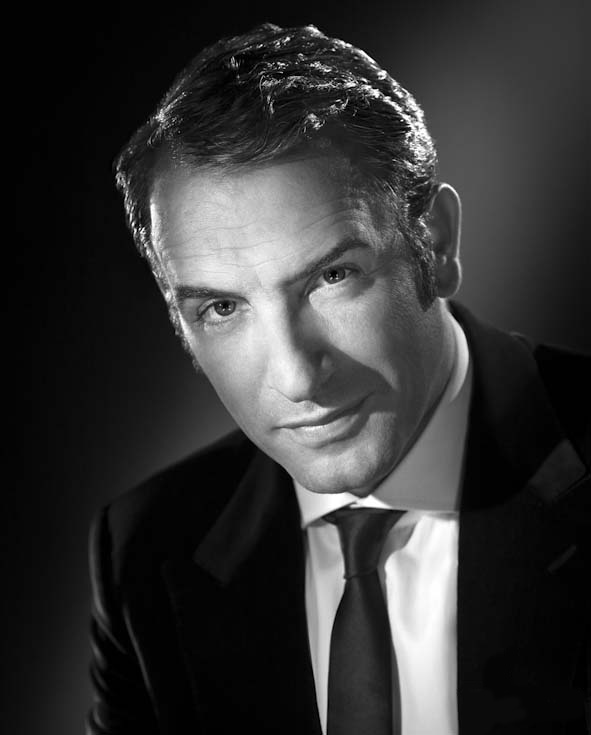
Jean Dujardin, qui incarnait l'espion français Hubert Bonisseur de la Bath, nom de code OSS 117.

Les films d'espionnage ont également connu une sorte de renaissance à la fin des années 1990, même s'il s'agissait généralement de films d'action avec des éléments d'espionnage ou de comédies comme Austin Powers. Certains critiques identifient une tendance à s'éloigner du fantastique au profit du réalisme, comme on le voit dans Syriana (2005), la série de films Jason Bourne et les films de James Bond avec Daniel Craig depuis Casino Royale (2006). En France, le personnage OSS 117 a été adapté dans la trilogie comique du même nom débutée en Égypte, partie au Brésil puis en Afrique francophone. OSS 117 est considéré comme une réponse française à l'agent britannique James Bond, et a été comparé favorablement à Maxwell Smart et Austin Powers.
OSS 117 est un stéréotype de la France conservatrice des années 1950 et 1960, opposant toujours son machisme, le sentiment de supériorité française et son charme égocentrique,. L'un des blagues récurrentes montre l'agent OSS 117 montrant la photo du président français René Coty, connu comme un dirigeant plutôt insignifiant, comme un grand homme qui allait laisser sa marque dans l'histoire. Cette blague a incité des membres du blog satirique Le Ouest-Franc à mettre en place des affiches à l'effigie de René Coty sur les panneaux électoraux de Laval en 2017,.
Les deux premiers films réalisés par Michel Hazanavicius – OSS 117 : Le Caire, nid d'espions en 2006 et OSS 117 : Rio ne répond plus en 2009 – restent extrêmement populaires en France. OSS 117 : Alerte rouge en Afrique noire c'est le troisième film avait un budget considérable, avec 20 millions d'euros, et a clôturé le Festival de Cannes 2021.
Du 21 octobre 2022 au 21 mai 2023, la Cinémathèque française accueillait l'exposition « Top Secret » consacrée à la mythologie du cinéma et des séries d'espionnage,. La même année, le documentaire La guerre froide fait son cinéma est réalisé par Lyndy Saville,.

## Liste de films d'espionnage
Les films d'espionnage peuvent être répartis selon plusieurs catégories en lien avec le thème du film ou encore le temps où se déroule l'action.